# Александр V (цар Македонії)
Александр V (*Ἀλέξανδρος Εʹ, д/н — 294 до н. е.) — цар Македонії у 296—294 роках до н. е.

## Життєпис
Походив з династії Антипатридів. Молодший син Кассандра, царя Македонії, та Фессалоніки (доньки царя Філіппа II). Про його молоді роки нічого невідомо.
На початку 296 року до н. е. після смерті старшого брата Філіппа IV розділив разом з другим братом — Антипатром II — Македонію по річці Аксіос, отримавши західну частину. Втім невдовзі між братами почалося суперництво. Слідом за тим, брат убив їхню матір, яку підозрював в інтригах на користь Александра V, останній звернувся по допомогу до епірського царя Пірра I та Деметрія, сина Антигона Одноокого. Перший доволі швидко прийшов на допомогу Александрові V, з яким той повалив брата й захопив усю Македонію. Натомість вимушений був поступитися прикордонними областями на користь Епіру — Амбракією, Акарнанією та Амфілохією.
Згодом з військом підійшов Деметрій Поліоркет, якого Александр V став побоюватися, розмірковуючись якби здихатися. В свою чергу Деметрій організував змову проти македонського царя. Запросив того на бенкет, де наказав убити. Слідом за цим Деметрій захопив трон Македонії.

## Родина
Дружина — Лісандра, донька Птолемея I, царя Єгипту.
Дітей не було.